# Đèn halogen

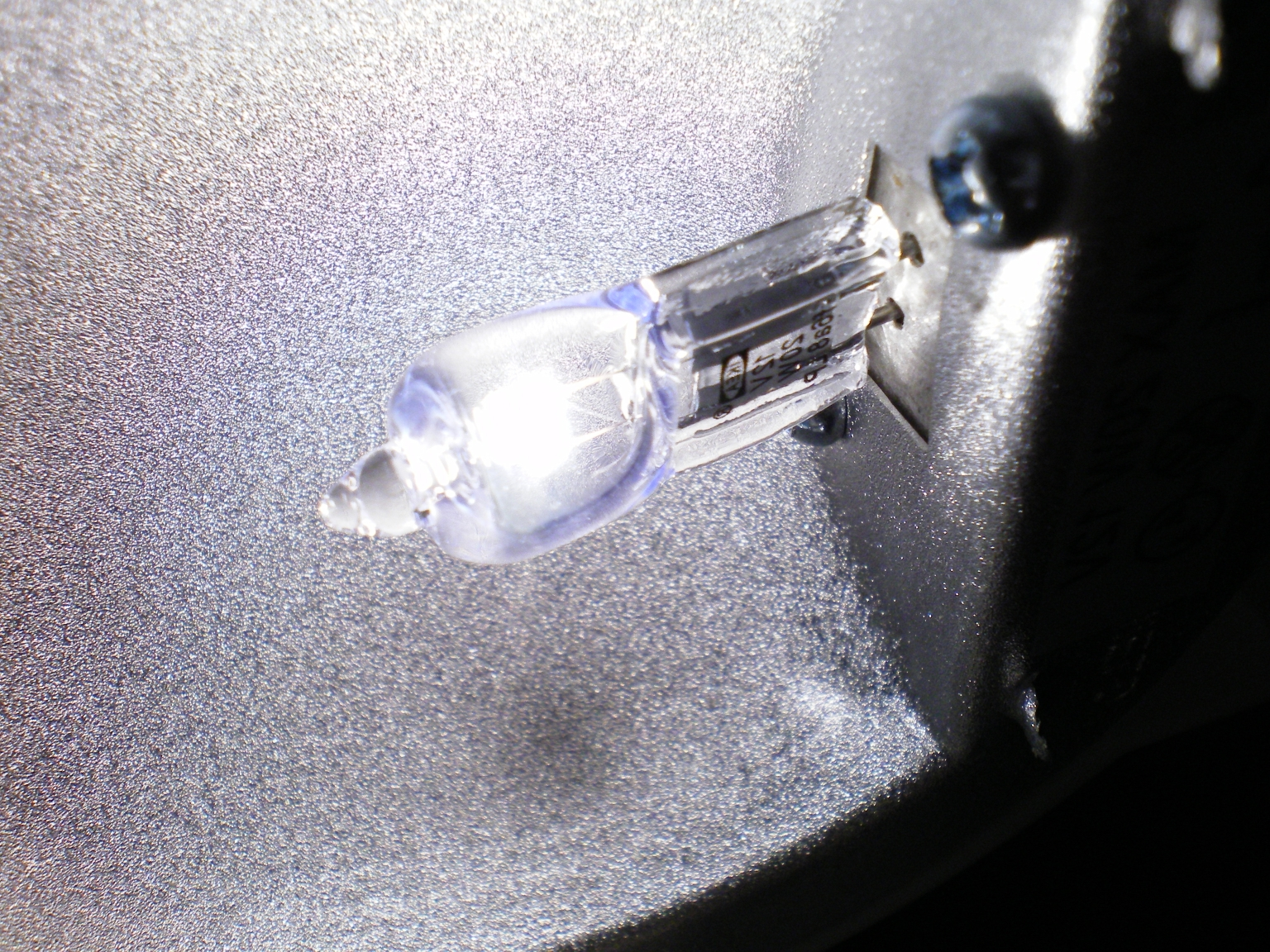
Đèn halogen hoạt động với tấm bảo vệ được gỡ ra

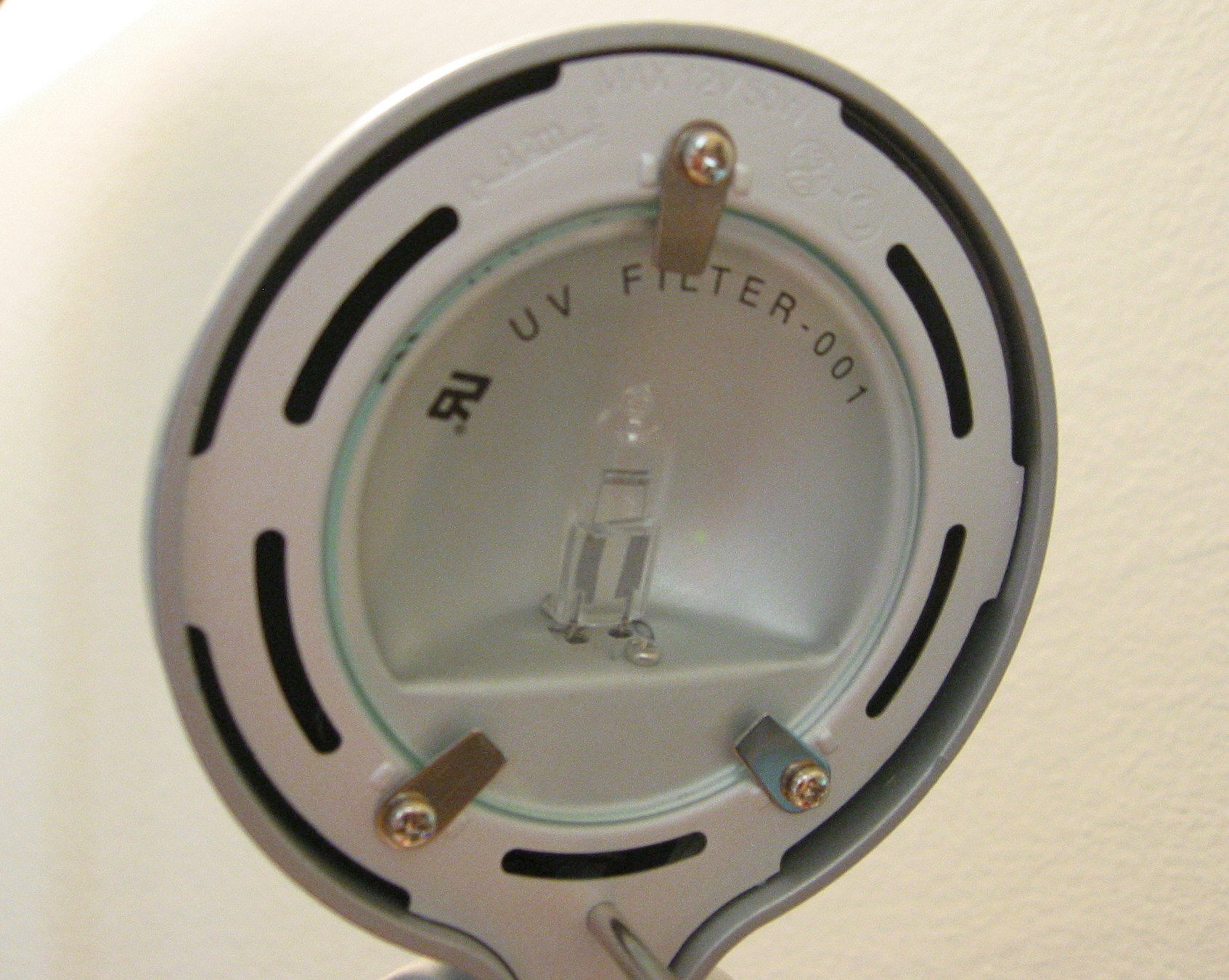
Đèn halogen nằm phía sau một bộ lọc UV tròn. Một bộ lọc riêng được gắn với một số đèn halogen để loại bỏ ánh sáng Tia tử ngoại.

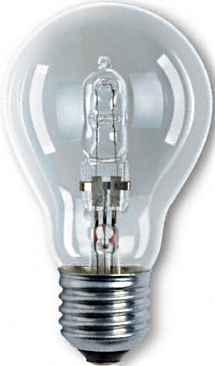
Đèn xenon halogen (105 W)

Đèn halogen là một bóng đèn sợi đốt bao gồm một dây tóc Wolfram được bọc kín trong một bóng đèn nhỏ gọn với một hỗn hợp của một khí trơ và một lượng nhỏ chất halogen như iod hoặc brom. Sự kết hợp của khí halogen và sợi  Wolfram tạo ra phản ứng hóa học chu trình halogen làm bổ sung Wolfram cho dây tóc, tăng tuổi thọ và duy trì độ trong suốt của vỏ bóng đèn. Do đó, bóng đèn halogen có thể hoạt động ở nhiệt độ cao hơn so với đèn chứa khí thông thường có công suất và tuổi thọ hoạt động  tương tự, tạo ra ánh sáng có hiệu suất chiếu sáng và nhiệt độ màu cao hơn. Kích thước nhỏ của đèn halogen cho phép sử dụng nó trong các hệ thống quang học nhỏ gọn như máy chiếu và đèn chiếu sáng.
Đèn halogen sinh nhiệt cao nên dễ bị ảnh hưởng đến hiệu suất chiếu sáng khi chỉ lẫn một lượng nhỏ hơi ẩm, đặc biệt là khi thay bóng đèn.
Nhược điểm của đèn pha halogen là tuổi thọ thấp. Trung bình đèn halogen có thời gian hoạt động trung bình khoảng 1000 giờ, và có công suất khoảng 55 W. Đa số năng lượng này bị biến thành nhiệt năng vô ích thay vì quang năng. 
Theo CNN, đèn halogen được đánh giá hiệu quả năng lượng ở mức D - mức xếp hạng thấp nhất theo tiêu chuẩn châu Âu. Các nước thành viên EU đã quyết định ngưng sử dụng loại bóng đèn này vào năm 2016. Ủy ban châu Âu về khí hậu và năng lượng cho biết, việc loại bỏ các bóng đèn không hiệu quả sẽ hạn chế được 15,2 triệu tấn khí thải cacbon dioxide vào năm 2025.
Nghiên cứu của Trường Đại học Harvard cho biết ánh sáng ở đèn halogen còn có thể làm thoái hóa điểm vàng, võng mạc, cườm nước ở mắt, làm giảm thị lực dẫn đến mù lòa. Việc tiếp xúc thường xuyên với ánh sáng này cũng sẽ làm gia tăng nguy cơ rối loạn nhịp độ sinh hoạt, ảnh hưởng khả năng ngủ và thức dậy đúng giờ của con người, đồng thời tác động lên các quá trình chuyển hóa của cơ thể.

## Đèn halogen IRC
Một hướng mới trong sự phát triển của đèn là cái gọi là IRC- đèn halogen (viết tắt "IRC" là viết tắt của "lớp phủ hồng ngoại"). Một lớp phủ đặc biệt được áp dụng cho bóng đèn của những loại đèn này, cho phép ánh sáng nhìn thấy đi qua, nhưng vẫn giữ lại bức xạ hồng ngoại (nhiệt) và phản xạ lại theo đường xoắn ốc. Do đó, tổn thất nhiệt giảm và do đó, hiệu suất (hiệu suất) của đèn tăng lên. Theo OSRAM, tiêu thụ năng lượng giảm 45% và tuổi thọ tăng gấp đôi (so với đèn halogen thông thường). Một đèn halogen 65 W như vậy cho quang thông 1700 lm, nghĩa là nó có hiệu suất phát sáng 26 lm/W. Đây là khoảng một nửa hiệu suất phát sáng của bóng đèn huỳnh quang compact 30W (1900 lm) cần thiết để tạo ra cùng một quang thông và gấp đôi hiệu suất phát sáng của một bóng đèn sợi đốt đơn giản.